# 天主教盩厔教区
盩厔教区（拉丁文：Dioecesis Ceucevensis）是天主教在中国陕西省中部设立的一个教区，位于陕西省渭河平原中部。辖周至县、鄠邑区（属西安市）、眉县、扶风县（属宝鸡市）、杨凌区、武功县、兴平市（属咸阳市）四县一市两区。东接西安总教区，北连三原教区，西临凤翔教区，南与兴安府宗座监牧区（中方称安康教区）、汉中教区毗邻。
2022年有教友近7万人，神职人员57位（10位在外留学），圣堂173座，圣地2处：眉县跑窝十字山、鄠邑区中华圣母山。教区所属还有医院一座。

## 名稱
盩厔的意思是「山川曲折」，因「山曲為盩，水曲為厔」而得名。但由於二字古奧冷僻，其縣名改為同音「周至縣」，而教區名不變。

## 历史
民国十七年（1928年），向达到盩厔县考察，在楼观西五里处发现大秦寺遗迹。寺内有《五峰丘木山大秦禅寺铸钟铭》：“……唐太宗敕赐丞相魏徵大将尉迟恭起盖监修……”此前，在苏轼等人的笔记中，便记述了大秦景教流行中国碑系出土于盩厔县的说法。这是基督信仰传入周至的最早线索。
崇祯三年（公元1630年）左右，陕西人、天主教徒王徵在京任官，介绍法籍耶稣会士方德望神父来陕辗转渭河两岸传教。这是周至县天主教福传事业的开端。
乾隆三十六年（1771年），刘加录神父创立眉县跑窝十字山圣地，之后教宗备案，赐予有加尔瓦略山之朝圣大赦。
民国十七年，西安府代牧区意籍戴夏德主教创建鄠县中华圣母山圣地。
1932年6月17日，罗马教廷将西安府代牧区一分为五，成立盩厔监牧区，是陕西唯一的国籍神职人员管理的监牧区。当时全区共有神职人员16位，教友约14000人，大堂29座，小堂点56所。
1950年，盩厔监牧区有天主教徒23,397人，占当地总人口（92万人）的2.5%，人数居陕西省各教区之首。共有神甫24人，其中教区神甫22人，修会神甫2人，堂口91处。
1951年5月10日，盩厔监牧区升格为盩厔教区。

## 教堂
- 圣母无玷圣心主教座堂

## 历任主教
- 盩厔宗座监牧
  - 司铎張指南 Fr. John Zhang Zhi-nan (Tchang)（1932年6月14日－1940年）
  - 司铎高正一 Fr. John Gao Zheng-yi (Kao)（1941年5月30日－1951年）

- 盩厔主教
  - 主教李伯漁 Bishop Louis Li Bo-yu（1951年5月10日－1980年2月8日）
  - 主教范玉飞 Bishop Paulus Fan Yu-fei（1982年－1995年4月5日）未得到官方承认
  - 主教杨广彦 Bishop Alphonsus Yang Guang-yan（1995年12月17日－2004年9月4日）
  - 主教吴钦敬 Bishop Joseph Wu Qin-jing（2005年10月19日－）2015年7月10日得到官方承认，遭软禁